# 汉德瓦拉
汉德瓦拉（Handwara），是印度查谟-克什米尔邦Kupwara县的一个城镇。总人口10624（2001年）。

## 人口
该地2001年总人口10624人，其中男性5830人，女性4794人；0—6岁人口1396人，其中男698人，女698人；识字率53.75%，其中男性为66.40%，女性为38.36%。